# Cova dels Vilars
La cova dels Vilars, balma dels Vilars o cova dels Vilasos, és una balma del municipi d'Os de Balaguer (Noguera) amb representacions de pintura rupestre protegides com a Patrimoni de la Humanitat en el conjunt de l'Art rupestre de l'arc mediterrani de la península Ibèrica. Està situada en el barranc dels Vilars, el vessant est de la serra d'Os.

## Cova
És una balma de proporcions reduïdes: 11,60 m d'amplada, una profunditat de 8 m i una altura aproximada d'uns 3,5 m. Està orientada a l'est i sud-est. La zona interna de la cavitat està força ennegrida per fogueres de pastors i a sota el sutge s'observen restes de pigmentació que demostren l'existència d'un cert nombre de figures.

## Pintures rupestres

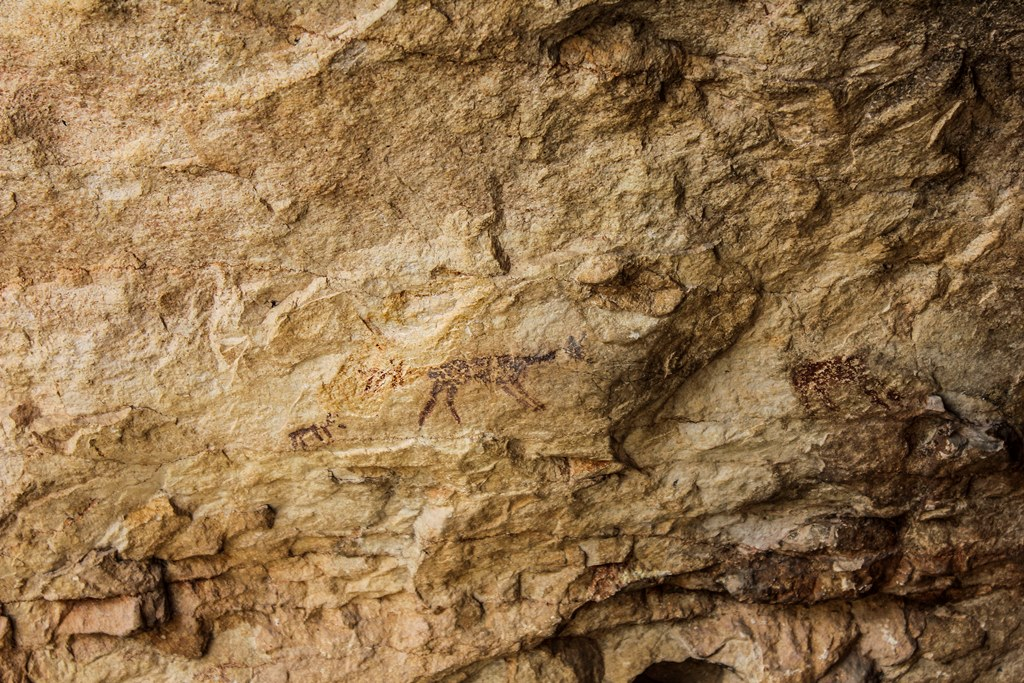
Quadrúpedes

S'observen dues zones pintades: la banda esquerra de la cova, on es concentren la majoria de representacions, i la que es troba tot just entrant, a la dreta de la porta d'accés. El primer grup de pintures està orientat al nord i ocupa una superfície de 2,5 m. Es poden comptar un total de 29 motius que corresponen a quadrúpedes, representacions humanes, cercles concèntrics, una cérvola, traços i restes de pigment. Les pintures mostren diferències estilístiques (esquemàtic, estilitzat esquemàtic, esquemàtic amb tendència naturalista, naturalista estilitzat i abstracte), cromàtiques (negre, vermell-castany fosc, vermell-castany, castany-carmí, castany-vermellós, ataronjat-vermellós i vermell) i tècniques (traç simple i tinta plana).
En general, es pot qualificar el conjunt dins l'art esquemàtic; això no obstant, l'existència d'algunes figures que s'acosten més a un realisme o naturalisme estilitzat, aporta la idea de diferents moments cronològics d'execució. Dins aquest context, una primera interpretació situaria aquestes obres dins l'edat de bronze (1800-650 aC), sense precisar més enllà.